# Мультимедиа-инвест групп
«Мультимедиа-инвест групп» — украинский медиахолдинг, созданный в 2013 году бывшим главным редактором газеты «Сегодня» Игорем Гужвой.

## История

### 2013 год
В начале 2013 года Игорь Гужва, в прошлом главный редактор украинской газеты «Сегодня», вернулся из РФ, где около года был шеф-редактором газеты «Московские новости». Спустя некоторое время стало известно о его планах начать выпуск ежедневной бесплатной газеты «Вести», в работе над которой приняли участие несколько десятков сотрудников газеты «Сегодня».
В мае 2013 года началось распространение бесплатной ежедневной газеты «Вести», которую раздавали в Киеве у метро и активно рекламировалась с помощью наружной рекламы. По словам Гужвы, бесплатно газета будет распространяться также в Днепропетровске, Донецке, Одессе, Харькове и в Крыму, а в остальной Украине она будет платной.
В середине июня 2013 года стало известно о планах создать телеканал «Вести ТВ», разговорной радиостанции «Вести ФМ» и общественно-политического еженедельника «Вести. Репортёр», который будет выходить по лицензии «Русского репортера». Для создания телепроекта, был приобретено 100 % акций телеканала UBR.
В июле 2013 года бывшие главные редакторы радиостанции «Коммерсантъ FM» Дмитрий Солопов и Алексей Воробьев согласились заняться запуском новой новостной радиостанции на Украине для «Мультимедиа Инвест Групп». Вместе с ними к проекту «Радио Вести» присоединился Егор Альтман (председатель совета директоров рекламного синдиката «Hidalgo», президентом которого является Дмитрий Солопов), который занялся маркетингом и коммерческой составляющей.
В сентябре 2013 года у медиахолдинга «UMH group» были выкуплены три компании, владеющие лицензиями на радиовещание в Киеве, Харькове, Днепропетровске и Севастополе. По словам Игоря Гужаева, будущее разговорное радио будет русскоязычным, так как оно «радио больших городов, которые в Украине, как известно, говорят по-русски. То есть мы идем от потребностей аудитории».

### 2014 год
18 марта 2014 года в 12:00 радиостанция «Радио Вести» вышла в эфир в Киеве (104,6 ФМ), Харькове (100,5 ФМ), Днепропетровске (107,7 ФМ) и Севастополе (87,7 ФМ). В последнем указанном городе она была закрыта через неделю после её запуска, так как радиостанция была запущена в разгар аннексии Крыма Россией.
По состоянию на июнь 2014 года тираж газеты «Вести» составлял 350–400 тысяч экземпляров, журнала «Вести. Репортер» — 50 тысяч. Инвесторы оценивали инвестиции в медиахолдинг на уровне $50–70 млн.
5 июля в 11 часов люди в масках забросали камнями и «коктейлями Молотова» расположенную в центре Киева редакцию газеты «Вести», также запустив в помещение слезоточивый газ. Само СМИ расценило это как попытку запугивания редакции и потребовало от властей принять все возможные меры для обеспечения безопасной работы своих журналистов. Городская милиция начала проверку по факту нападения.
16 сентября издание ЛІГАБізнесІнформ сообщило о переговорах между холдингом и «Первой украинской радиогруппой» (ПУР) о продаже радиостанции «Перец FM», что было подтверждено самими участниками сделки. Станция имеет частоты для вещания практически по всей Украине (кроме Львова, Черновцов, Винницы, Житомира и Черкасс), и после её покупки радиостанция «Вести» могла сильно расширить географию вещания. По оценкам участников рынка, сделка нецелесообразна в экономическом аспекте из-за ситуации на рынке (прогнозируется спад на 25 %, в долларовом эквиваленте рынок рухнул более чем вдвое), сам «Перец FM» может стоить 4–5 миллионов долларов США.
9 сентября официальный представитель МИД РФ Александр Лукашевич заявил о том, что на Украине преследуется газета «Вести» за то, что «пытается доносить правду о так называемой антитеррористической операции Киева».
29 июля 2015 года Игорь Гужва продал свою долю в холдинге и уволился с должности главного редактора газеты «Вести». После этого в холдинге начались кадровые перестановки и изменения формата выпускаемых изданий. Параллельно группу покинули несколько журналистов, причинами  названы отказ в публикации репортажей. Гужва стал единственным подозреваемым в деле об уклонении от уплаты налогов на сумму 17,8 млн грн. компанией «Вести масс-медиа». Новым главредом газеты стала Ольга Омельченко, главой совета директоров — Ольга Семченко.
Украинская Правда со ссылкой на источники сообщала о том, что после ухода Гужвы часть материалов холдинга стали вычитываться представителями администрации президента и Александра Клименко, а само издание станет более лояльным к власти. Ведомство опровергло эту информацию. Вместе с тем, через несколько месяцев министр информационной политики Юрий Стець указывал на изменение контента газеты «Вести».

### Закрытие
21 декабря 2023 года холдинг объявил о закрытии.

## Активы
- Газета «Вести».
- Еженедельный журнал «Вести. Репортёр» 
 С конца октября 2015 года журнал не печатается, переведён в электронный формат[17].
- Радио Вести.
- Best FM.
- Деловой телеканал UBR.
- Интернет-портал Вести.ua.

## Собственники
Игорь Гужва говорил о том, что является единственным владельцем «Мультимедиа-инвест групп», и создаёт фирму на заемные средства, при этом из-за договорённостей он не имеет права разглашать имена своих партнёров. Также он заявлял о том, что все средства, которые ему принадлежали, он вкладывал в развитие медиа-холдинга, хотя позже заявлял, что не является инвестором проекта.
Летом 2013 года приглашённые к сотрудничеству с холдингом Алексей Воробьёв и Дмитрий Солопов сами не знали, кто является его инвестором. СМИ связывали «Мультимедиа Инвест Групп» с украинским миллиардером Ринатом Ахметовым, по другим версиям компания связана с Виктором Медведчуком, первым вице-премьером правительства Украины при президенте Викторе Януковиче Сергеем Арбузовым и миллиардером Сергеем Курченко, считавшимся «кошельком Януковича». Также были версии о том, что медиахолдинг контролируется властями Российской Федерации посредством кредитов, выданных через принадлежащий им Внешэкономбанк.
По слухам, в 2015 году холдинг принадлежал бывшему министру по налогам и сборам Александру Клименко, тогда же его называли основным инвестором бывшие журналисты холдинга и другие (нераскрытые) источники. Пресс-служба Курченко в июле 2013 года опровергала связь предпринимателя с "Мультимедиа-инвест групп.
В июле 2015 года Игорь Гужва объявил о продаже своей доли и уходе с поста главы холдинга и главреда газеты «Вести». Новым главой холдинга стала бывший пресс-секретарь и гражданская жена Александра Клименко Ольга Семченко.
В апреле 2016 года согласно требованиям закона о прозрачности медиасобственности была опубликована структура собственности. По ней основные активы принадлежат киевским компаниям «Айджи медиа Украина» и «Медиа инвест плюс». Собственниками «Айджи медиа Украина» через кипрский офшор MEDIA HOLDING VESTI UKRAINE являются Денис Мозговой (80 %) и ещё один кипрский офшор NEDERMAN LIMITED (20 %), которым владеют та же кипрская компания MEDIA HOLDING VESTI UKRAINE (20 %) и Татьяна Александрова (80 %). Компанией «Медиа инвест плюс» владеет тот же кипрский офшор NEDERMAN LIMITED (99 %) и Татьяна Александрова (1 %).

## Уголовное преследование
В апреле 2014 года в ходе проверки налоговыми органами города Сумы соблюдения налогового законодательства со стороны ООО «Вести Масс-Медиа» был выявлен ряд нарушений законодательства Украины. 28 апреля в Единый реестр досудебных расследований внесены сведения о совершенных уголовных правонарушениях со стороны должностных лиц этого ООО по ч. 2 ст. 205, ч. 2 ст. 28, ч. 3 ст. 209, ч. 3 ст. 29 Уголовного кодекса Украины.
22 мая 2014 года в офисе компании «Вести Масс-Медиа», издающей газету «Вести», посетили сотрудники налоговой милиции и МВД Украины. В ходе обыска у Игоря Гужвы было обнаружено 1,5 млн гривен, также были арестованы 313 тыс. гривен на его личных счетах и 97 тыс. на счетах «Вести Масс-Медиа». За 2 дня до обыска налоговая милиция Украины заблокировала счета «Вестей» и Игоря Гужвы, где было 97 и 313 тысяч гривен.
Досудебным расследованием было установлено, что на счёт «Вести Масс-Медиа» от фиктивного предприятия поступили около 94 млн гривен (8 млн долларов), которые потом были легализованы. Деньги поступили от фирм, связанных с объявленным в розыск бизнесменом Сергеем Курченко. Игорь Гужва расценил действия милиции и налоговиков как давление властей по политическим мотивам и обратился за поддержкой к украинским журналистам. Представители украинской власти подчеркивают, что их действия направлены только на борьбу с отмыванием денег «семьей» экс-президента Виктора Януковича.
11 сентября в редакцию газеты на основании постановления Печерского суда пришли с обыском сотрудники Службы безопасности Украины на основании части второй статьи 110 криминального кодекса Украины («Посягательство на территориальную целостность и неприкосновенность Украины»). По словам Гужвы, причиной стали опубликованные в журнале Вести-Репортер статьи «Махновское состояние», «Славянско-пролетарская республика» и «Хунта! Предали! Долой!». Были изъяты сервера обеспечивавшие работу сайта vesti.ua, журналистов не пускали на работу. Позже Игорь Гужва заявил о возобновлении работы газеты, обыск он связал с предстоящими выборами в Верховную раду и публикацией материала о дочери руководителя СБУ Валентина Наливайченко, которая, по данным издания, «снимает жилье в престижнейшем районе Нью-Йорка». В этом же месяце в Окружной административный суд города Киева иска от лица заместителя прокурора города Киева был подан иск к ООО «Известия СМИ» и ООО «Медиа-репортер» для прекращения выпуска газеты «Вести» и журнала «Вести. Репортер» за публикацию ряда статей, направленных на нарушение территориальной целостности Украины, третьей стороной в процессе выступает Государственная регистрационная служба.
18 июня 2015 года представители налоговой службы Украины на основании постановления суда по делу ООО «Вести масс-медиа» пришли с обыском в бизнес-центре «Гулливер», где находятся управляющая компания холдинга «Вести», а также редакции газеты «Вести» и журнала «Вести. Репортер». Представители холдинга заявили о выломанных дверях, недопуске юристов и других процессуальных нарушениях.